# مونکهاگن
مونکهاگن (به آلمانی: Mönkhagen) یک شهر در آلمان است که در Stormarn واقع شده‌است. مونکهاگن ۶۴۱ نفر جمعیت دارد.